# Lodotodokowa
Lodotodokowa is een bestuurslaag in het regentschap Lembata van de provincie Oost-Nusa Tenggara, Indonesië. Lodotodokowa telt 620 inwoners (volkstelling 2010).